# 车旺·尼玛·谢尔帕
车旺·尼玛·谢尔帕（英語：Chhewang Nima Sherpa），尼泊尔夏尔巴族登山家、资深登山向导。

## 生平
2010年10月23日突遇雪崩之后失踪。当时他正在固定绳索准备登上喜马拉雅山相对较矮的巴伦策峰(Baruntse)。英国登山者聘请尼玛来帮助攀登海拔7129米的巴伦策峰。救援人员断定他失踪，已在雪崩中死亡，並且停止搜救。组织此次探险的夏尔巴·香格里拉登山公司负责人说，停止救援工作是因为已经无法找到尼玛的遗体。
车旺·尼玛曾经19次登上珠穆朗玛峰，只比世界纪录少兩次。他的尼泊尔夏尔巴同胞阿帕·谢尔巴是世界纪录保持者，截止到2016年，已登上世界最高峰的顶峰21次。